# Arts plastiques au Ier siècle av. J.-C.
Arts plastiques au IIe siècle av. J.-C. - Arts plastiques au Ier siècle av. J.-C. - Arts plastiques au Ier siècle
Chronologie des arts plastiques

## Événements
- Entre 100 et 80 av. J.-C. : construction de la Maison des Griffons, sur le Palatin (Casa dei Grifi)[1]. La décoration des murs avec des perspectives architecturales est destinée à rappeler les palais royaux hellénistiques (deuxième style pompéien)[2].

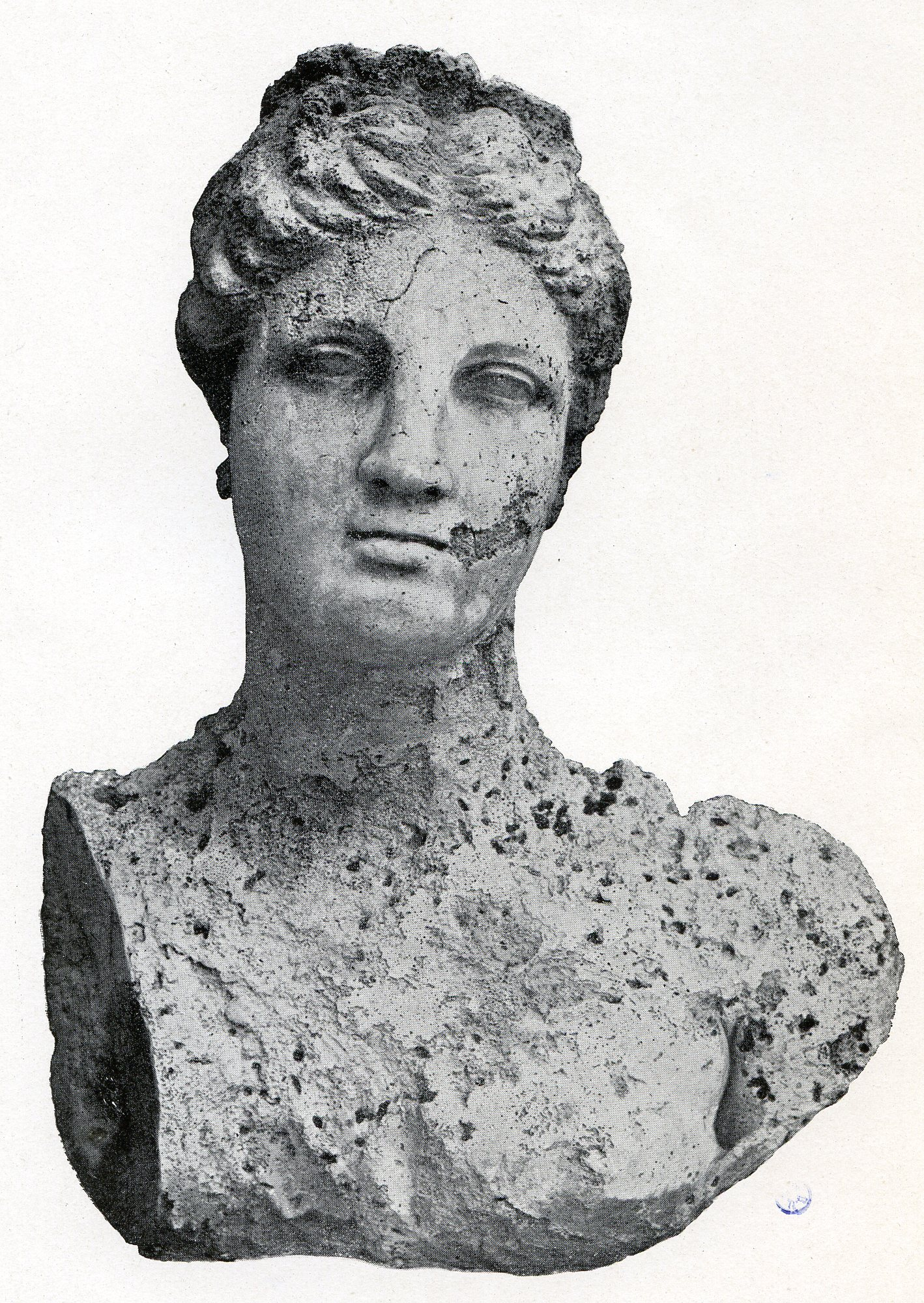
Buste d’Aphrodite en marbre de Paros provenant de l’épave de Mahdia.

- 86 av. J.-C. : après sa victoire sur Mithridate VI, Sylla rapporte à Rome de nombreuses œuvres d’art athéniennes pillées dans les monuments détruits. Un navire chargé d’œuvres d’art coule à Mahdia[3].
- Vers 60 av. J.-C. : fresques de la villa des Mystères à Pompéi  (deuxième style pompéien)[2].
- Vers 50 av. J.-C. :
  - fresques de la maison de la via Graziosa sur l'Esquilin à Rome, représentant des scènes de l'Odyssée[2].
  - groupe du Laocoon, chef d’œuvre de la sculpture de l’école de Rhodes[4].
  - exécution de la statue de bronze Le tireur d'épine, copie d’un modèle hellénistique du IIIe siècle av. J.-C. exposé au Palais des Conservateurs à Rome[5].

- Vers 30-20 av. J.-C. : peintures et stucs de la Maison sous la Farnesina à Rome[2].
- Vers 20 av. J.-C. : apparition du troisième style pompéien ou « style ornemental », en réaction contre l'illusionnisme du deuxième style[2].

- Fresques de la villa Livia à Rome à la fin du siècle[2]

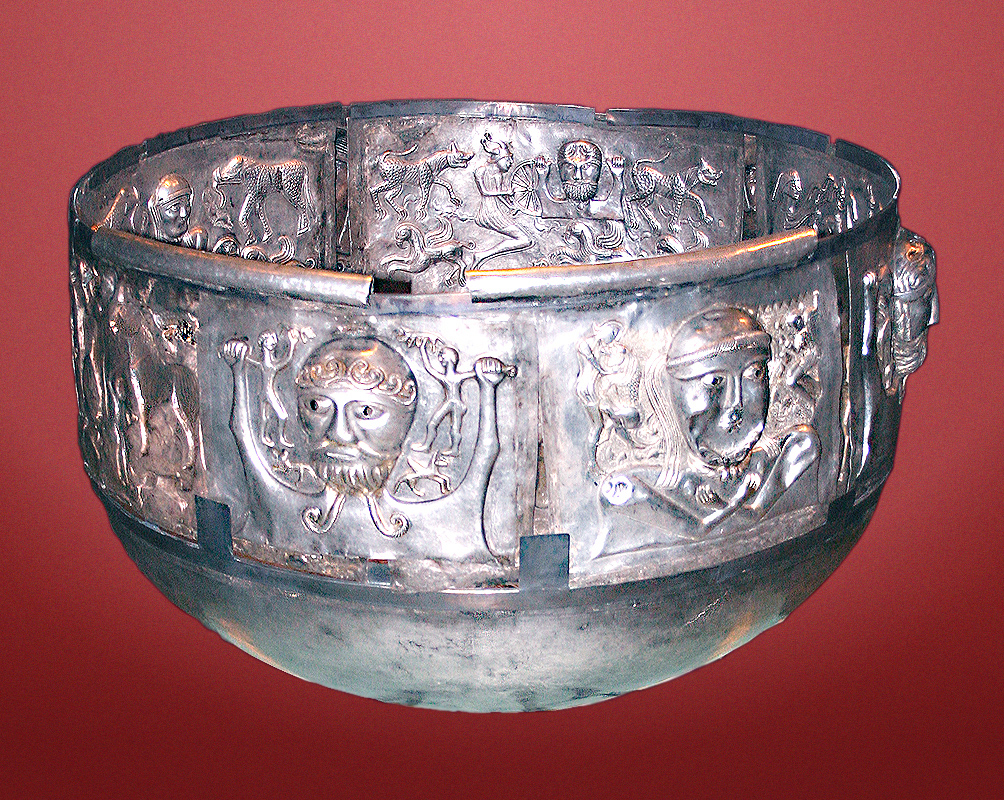
Vue d'ensemble du chaudron de Gundestrup.

- Chaudron d’argent massif de Gundestrup en Scandinavie, décoré de scènes rituelles, d’éléphants, de serpents, de guerriers et de divinités. Sa facture celtique atteste des relations commerciales avec les Celtes[6].
- L’art celtique britannique se scinde en deux courants au cours du Ier siècle av. J.-C., avec d’un côté la multiplication des éléments figurés humains ou animaux, et d’un autre l’apparition de toute une série de dessins et de volumes abstraits, conditionnés par l’emploi du compas[7]. L’art des miroirs de bronze illustre le summum de cette technique. Alors que sur le continent les conventions de l’art gréco-romain imposent peu à peu une tendance à la sobriété des décors, un style dit sévère, la tradition celtique demeure en Bretagne, même après sa romanisation partielle. En Irlande, l’art celtique du second âge de fer (boîtes, épingles, disques, mors de cheval en bronze) se prolonge dans les décors des bijoux (notamment de longues épingles à anneau en oméga ou des appliques) du Haut Moyen Âge : têtes de palmipèdes, dessin curviligne, triscèles, esses), puis dans l’art de l’enluminure.